# Akihiko Hoshide
Akihiko Hoshide (født 28. december 1968) er en JAXA-astronaut og har fløjet en rumfærge-mission. Han har været i træning ved Stjernebyen i Rusland og hos NASA. 
Hoshide var udvalgt af JAXA til deltagelse på NASA missionen STS-124, hvor han var  
4. missionsspecialist. Missionen medbragte det bemandede modul til det japanske rumlaboratorium Kibō (JPM – Japanese Pressurized Module) til Den Internationale Rumstation.